# Beniarrés
Beniarrés ist eine Gemeinde im Südosten von Spanien in der Provinz Alicante in der Valencianischen Gemeinschaft. 2024 hatte die Gemeinde 1.096 Einwohner.

## Geografie
Beniarrés liegt etwa 55 Kilometer nordnordöstlich von Alicante in einer Höhe von ca. 400 m. Im Süden der Gemeinde liegt der Stausee Embassament de Beniarrés.

## Demografie
| 1900 | 1930 | 1950 | 1970 | 1981 | 1991 | 2001 | 2011 | 2021 |
| ---- | ---- | ---- | ---- | ---- | ---- | ---- | ---- | ---- |
| 1385 | 2057 | 2096 | 1735 | 1663 | 1503 | 1375 | 1249 | 1083 |

## Sehenswürdigkeiten

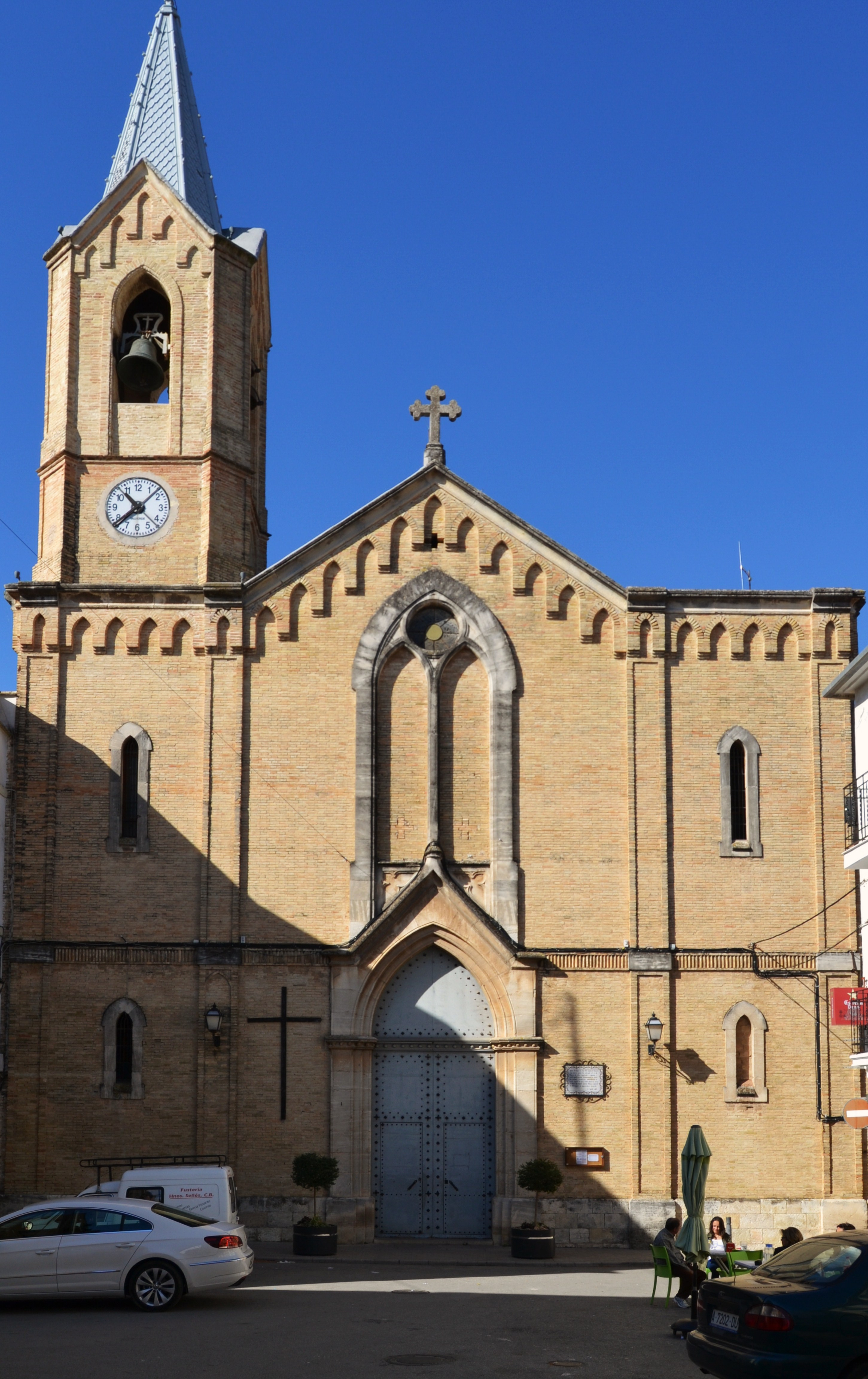
Peterskirche
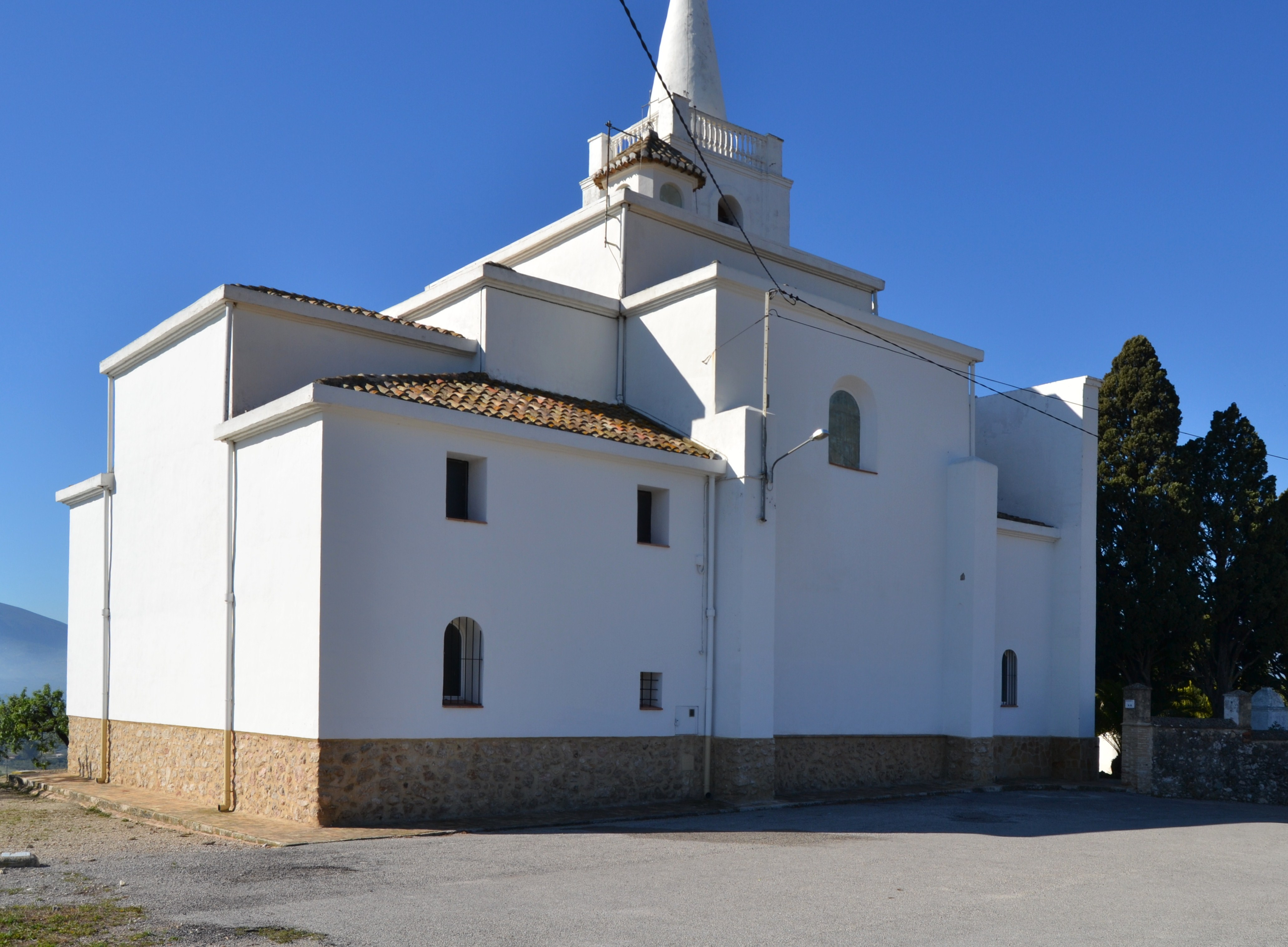
Christuskapelle
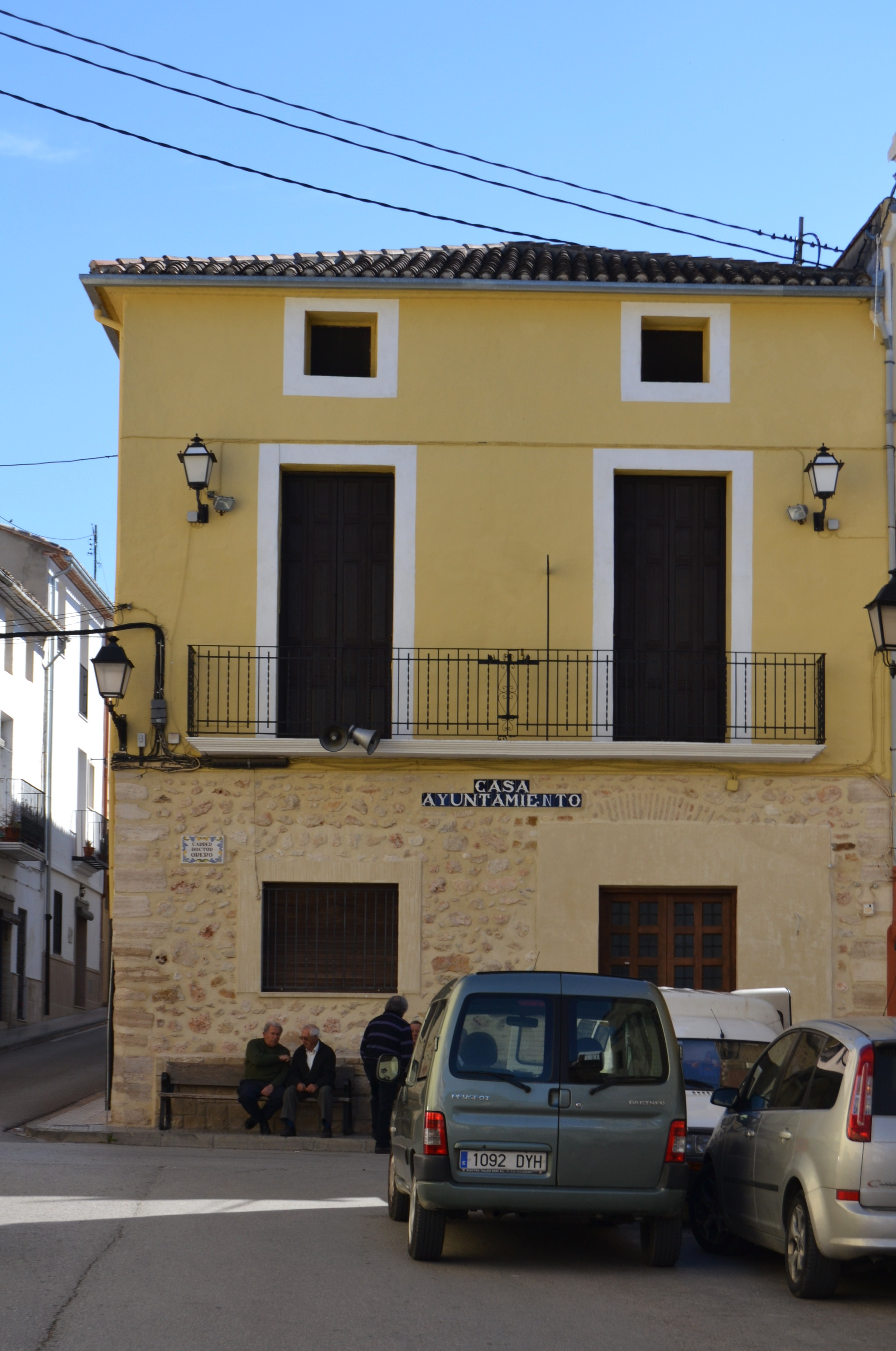
Rathaus

- Peterskirche
- Christuskapelle
- Rathaus